# Awali

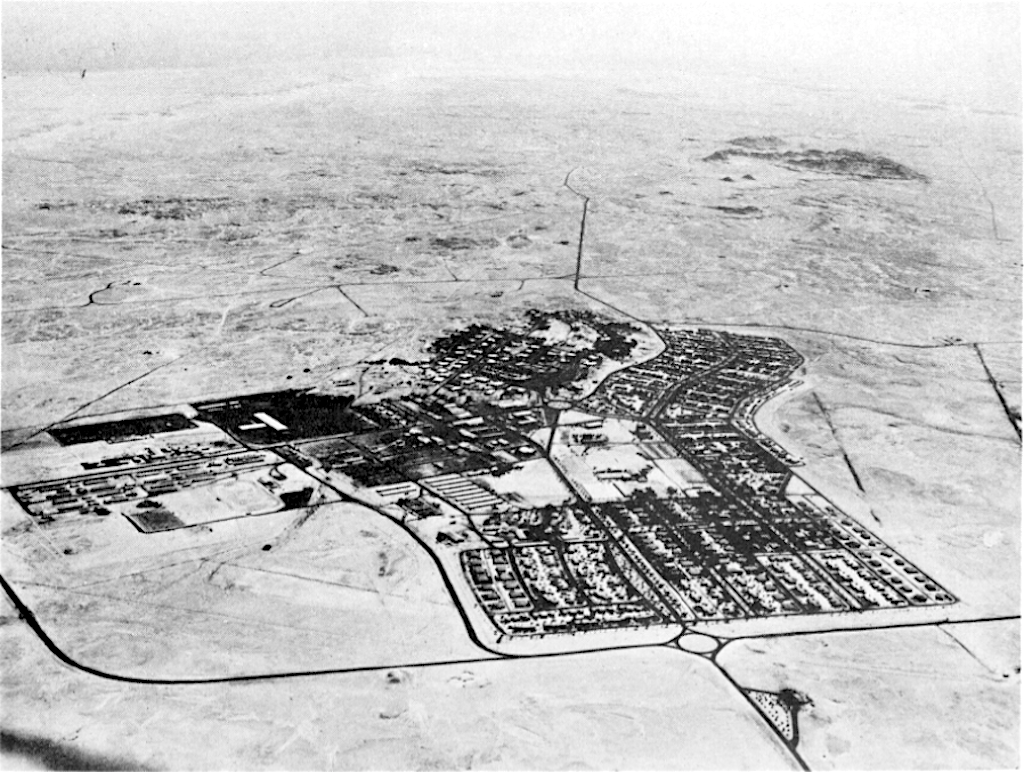
Awali (1959)

Awali es un municipio pequeño  localizado aproximadamente en el centro  del Reino de Baréin,  una isla pequeña en el Golfo persa. Fundado en los años 1930 por el Bahrein Petroleum Compañía,  está poblado mayoritariamente por trabajadores de varias nacionalidades de alrededor del mundo cuyas habilidades estuvieron necesitadas en la instalación y activando la refinería en Sitrah. A su del norte es la refinería de petróleo de Baréin y a su del sur es los pozos petrolíferos y el área de desierto de Sakhir.
Tiene una población de 1769 ciudadanos.